# Aviation Nation
Aviation Nation – amerykańskie pokazy lotnicze organizowane co roku w listopadzie w Nellis Air Force Base, znane również pod nazwą America's Air Show.

## Historia
Pierwsze pokazy odbyły się w 2002 roku. Poza samolotami United States Air Force w pokazach przed publicznością biorą udział również samoloty cywilne. Prezentowane są maszyny reprezentujące przeszłość amerykańskich sił powietrznych od czasów II wojny światowej jak również najnowocześniejsze konstrukcje używane na co dzień przez siły powietrzne. W bazie na stałe stacjonuje zespół akrobacyjny Sił Powietrznych Stanów Zjednoczonych U.S. Air Force Thunderbirds i to ich występy, zespołowe oraz pokazy solistów zwykle kończą Aviation Nation. W 2010 roku show ściągnął około 200 tysięcy widzów z całego świata. W 2013 roku z powodu cięć w budżecie federalnym pokazy zostały odwołane. Ponownie odbyły się w 2014 roku, w kolejnym roku, 2015, również je odwołano. W dniach 11 - 12 listopada 2017 roku w bazie Nellis odbyły się kolejne pokazy, których przewodnim motywem była 70. rocznica powstania US Air Force. Pokazy przyciągnęły około 200 tysięcy widzów. W pokazach wzięły udział samoloty ze wszystkich stacjonujących w bazie jednostek. Wśród nich F-16C Viper z 64th Aggressor Squadron (Dywizjonu Agresorów), który zademonstrowały symulowany atak na lotnisko. Na ich przechwycenie wystartowały F-15C z 17th Weapons Squadron (17. Dywizjon Szkolenia Bojowego).